# 大森俊之
大森 俊之（おおもり としゆき、1957年12月11日 - ）は、日本の作曲家、編曲家、音楽プロデューサー。東京都出身。日本大学芸術学部放送学科中退。

## 来歴・人物
小学生の頃から作曲を始め、高校から多重録音による音楽制作にはまる。様々なバンド活動を経て『天才・たけしの元気が出るテレビ!!』の番組音楽を手がけ業界デビューしたが、番組クレジットは音楽ディレクターの名前になっていたため、あまり知られていない。
1980年代後半よりCM音楽を中心にした作曲家となり、数えきれない作品に関わる。1990年代に入り、ドラマ・アニメなどのサウンドトラックを手掛けるようになる。1993年から1996年のJR東海のCM「そうだ 京都、行こう。」の編曲を全て手掛け、ACC最優秀編曲賞を受賞した。
アニメの主題歌なども多く、中でも「残酷な天使のテーゼ」（高橋洋子、TVアニメ『新世紀エヴァンゲリオン』オープニングテーマ）の編曲、「魂のルフラン」（高橋洋子、アニメ映画『新世紀エヴァンゲリオン劇場版 シト新生』主題歌）の作曲・編曲でも知られる。『うたっておどろんぱ』『なんでもQ』などの子供番組への楽曲提供では、様々な名曲も残している。その他、ポップスからオペラまで幅広いジャンルのシンガーに楽曲を提供、プロデュースや音楽監督も務める。

## 作品

### TV番組
- 元気が出るテレビ（日本テレビ、1985年 - 1996年）
- TVジェネレーション（TBS、1993年 - 1994年）
- ハッチポッチステーション（NHK衛星第2、1995年）
- いないいないばあっ!（NHK教育、1998年 - ）
- うたっておどろんぱ（NHK教育、1998年 - 2006年）
- ブースカ! ブースカ!!（テレビ東京、1999年 - 2000年）
- 億万長者と結婚する方法（日本テレビ、2000年）
- 歓迎!ダンジキ御一行様（日本テレビ、2001年）
- おかあさんといっしょ（NHK教育、2005年 ‐ 2007年）
- 関口宏の東京フレンドパークII（2005年10月より、服部隆之と共作）
- ワンダー×ワンダー （NHK、2009年 - ）
- 天才てれびくんMAX（MTKの楽曲プロデュース、2010年 - ）
- NHK海外ネットワーク（NHK、2010年 - ）
- NHKニュース7（NHK、2011年 - 2016年）
- ここにある幸せ（NHK BSプレミアムドラマ、2015年 - ）

### 映画
- うる星やつら 完結篇（1988年）
- 魁!!クロマティ高校 THE☆MOVIE（2005年）

### 楽曲提供・編曲・プロデュース
新世紀エヴァンゲリオン
- 残酷な天使のテーゼ（高橋洋子、テレビアニメ『新世紀エヴァンゲリオン』オープニングテーマ、編曲）
  - 残酷な天使のテーゼ 2009VERSION（高橋洋子、『CR新世紀エヴァンゲリオン 〜最後のシ者〜』イメージソング、編曲）
- 月の迷宮（高橋洋子、作編曲）
  - LOVE ANTIQUE（高橋洋子、パチスロ『ヱヴァンゲリヲン 〜決意の刻〜』イメージソング、作編曲）
- FLY ME TO THE MOON（クレア・リトリー、テレビアニメ『新世紀エヴァンゲリオン』エンディグテーマ、編曲）
  - FLY ME TO THE MOON -4 BEAT VERSION-（高橋洋子、テレビアニメ『新世紀エヴァンゲリオン』エンディグテーマ、編曲）
  - FLY ME TO THE MOON <YOKO TAKAHASHI Acid Bossa Version>（高橋洋子、テレビアニメ『新世紀エヴァンゲリオン』エンディグテーマ、編曲）
  - FLY ME TO THE MOON <Rei(#5)TV. Size Remix Version>（林原めぐみ、テレビアニメ『新世紀エヴァンゲリオン』エンディグテーマ、編曲）
  - FLY ME TO THE MOON <Rei(#6)TV. Size Remix Version>（林原めぐみ、テレビアニメ『新世紀エヴァンゲリオン』エンディグテーマ、編曲）
  - FLY ME TO THE MOON <Aya Bossa Techno Version>（亜矢、テレビアニメ『新世紀エヴァンゲリオン』エンディグテーマ、編曲）
  - FLY ME TO THE MOON <Aki Jungle Version>（晶姫、テレビアニメ『新世紀エヴァンゲリオン』エンディグテーマ、編曲）
  - FLY ME TO THE MOON <Rei(#23)TV. Size Version>（林原めぐみ、テレビアニメ『新世紀エヴァンゲリオン』エンディグテーマ、編曲）
  - FLY ME TO THE MOON <Rei(#25)TV. Size Version>（林原めぐみ、テレビアニメ『新世紀エヴァンゲリオン』エンディグテーマ、編曲）
  - FLY ME TO THE MOON <Rei(#26)TV. Size Version>（林原めぐみ、テレビアニメ『新世紀エヴァンゲリオン』エンディグテーマ、編曲）
  - Fly me to the moon 〜Night In Indigo Blue Version〜（高橋洋子、編曲）
  - FLY ME TO THE MOON <AYANAMI Version>（林原めぐみ、編曲）
  - FLY ME TO THE MOON -MISTO 4 BEAT TV. Size VERSION-（三石琴乃、編曲）
  - FLY ME TO THE MOON <ASUKA Bossa Techno TV. Size Version>（宮村優子、編曲）
  - FLY ME TO THE MOON <Main Version II>（三石琴乃、林原めぐみ、宮村優子、編曲）
  - FLY ME TO THE MOON (Touched by the Muse Mix)（高橋洋子、編曲）
  - FLY ME TO THE MOON 2009VERSION（高橋洋子、『CR新世紀エヴァンゲリオン 〜最後のシ者〜』イメージソング、編曲）
  - FLY ME TO THE MOON 2020（高橋洋子、編曲）
- 予感（高橋洋子、ゲーム『新世紀エヴァンゲリオン 鋼鉄のガールフレンド』エンディングテーマ、作編曲）
- 幸せは罪の匂い（高橋洋子、PCゲーム『新世紀エヴァンゲリオン 綾波育成計画』オープニングテーマ、作編曲）
- 無限抱擁（高橋洋子、ゲーム『新世紀エヴァンゲリオン 鋼鉄のガールフレンド2nd』エンディングテーマ、編曲）
- 魂のルフラン（高橋洋子、アニメ映画『新世紀エヴァンゲリオン劇場版 シト新生』主題歌、作編曲）
- 心よ原始に戻れ（高橋洋子、アニメ映画『新世紀エヴァンゲリオン劇場版 シト新生』イメージソング、編曲）
  - 心よ原始に戻れ 〜2012Version〜（宮村優子、『CRヱヴァンゲリヲン7』テーマソング、編曲）
  - 心よ原始に戻れ 2020（高橋洋子、編曲）
- 希望の空へ（高橋洋子、作編曲）
- 眩惑の海から（高橋洋子、作編曲）
- 天国の記憶（林原めぐみ、作編曲）
- 慟哭へのモノローグ（高橋洋子、パチスロ『新世紀エヴァンゲリオン 〜魂の軌跡〜』テーマソング、作編曲）
- 暫し空に祈りて（高橋洋子、パチスロ『EVANGELION』テーマソング、作編曲）
- 赤き月（高橋洋子、『P新世紀エヴァンゲリオン 〜シト、新生〜』イメージソング、作編曲）
- Teardrops of hope（高橋洋子、『Pゴジラ対エヴァンゲリオン 〜G細胞覚醒〜』イメージソング、編曲）
- 罪と罰 祈らざる者よ（高橋洋子、『シン・ジャパン・ヒーローズ・ユニバース × バンダイナムコ』プロモーションソング、作編曲）

高橋洋子
- Maybe（漫画『サイレントメビウス』イメージソング、編曲）
- MYSTIC EYES...愛はCOUNTDOWN（漫画『B型同盟』イメージソング、コーラスアレンジ）
- めぐり逢い（テレビドラマ『Age,35恋しくて』メインテーマ曲、編曲）
- Hello winter〜Do space men pass dead souls on their way to the moon? （編曲）
- つめたい部屋の世界地図 （編曲）
- Snowscape （編曲）
- GLORY（アテニアCMソング、編曲）
- A BIRTH（編曲）
- シロクロ つけてくだ サイ（『むしまるQゴールド』、作編曲）
- a la tierra -地球へ-（作曲）
- 雫（作曲）
- The Way（作曲）
- L'ange de métamorphose（作編曲）
- Je crois…（編曲）
- 地球は歌ってる（作編曲）
- Smile! Happy good day（カネボウ化粧品CMソング、作編曲）
- La Vie（作編曲）
- 碧い水の誘い（作編曲）
- L'étoile du soir（作編曲）
- Bonne nuit (Instrumental)（作編曲）
- metamorphose（テレビアニメ『この醜くも美しい世界』オープニングテーマ、作編曲）
- WING（テレビアニメ『ああっ女神さまっ』エンディングテーマ、作編曲）
- 白い翼で（作編曲）
- 夜明け生まれ来る少女（テレビアニメ『灼眼のシャナ』エンディングテーマ、作編曲）
- You are the one !（作編曲）
- Yoko's theme（作編曲）
- 恋のライセンス（作編曲）
- TRAIN（作編曲）
- My hope, Your hope（作編曲）
- 夜風の静寂（作編曲）
- それは時にあなたを励まし、時に支えとなるもの（作編曲）
- a little wish（作編曲）
- On/Off（作曲）
- Wing Wanderer（ゲーム『PROJECT X ZONE』オープニングテーマ、作編曲）
- GALAXY（ゲーム『PROJECT X ZONE』エンディングテーマ、作編曲）
- 真実の黙示録（テレビアニメ『クロスアンジュ 天使と竜の輪舞』オープニングテーマ、作編曲）
- ミツカン・金のごまだれ CM曲（「恋におちて -Fall in love-」の替え歌、編曲）
- ライオン・キシリデント CM曲（作編曲）

林原めぐみ
- a Late Comer（編曲）
- Friends（編曲）
- OUR GOOD DAY… 僕らのGOOD DAY（『熱血最強ゴウザウラー』エンディングテーマ、編曲）
- The GIFT（作編曲）
- あさいはひ（作編曲）
- ブースカ!ブースカ!!（特撮ドラマ『ブースカ!ブースカ!!』オープニングテーマ、作編曲）
- 晴れときどき晴れ（特撮ドラマ『ブースカ!ブースカ!!』エンディングテーマ、作編曲）
- Extrication（「ロスト・ユニバース」エンディングテーマ）
- Until Strawberry Sherbet（『爆れつハンター』主題歌、作編曲）
  - ルソーの森／シャガールの空（作編曲）
- RUN ALL THE WAY!（『スレイヤーズRETURN』イメージソング）

松澤由美
- You get to burning（「機動戦艦ナデシコ」オープニングテーマ）
- Dearest（「機動戦艦ナデシコ -The prince of darkness-」主題歌）

その他
- 彩を織る（写真家ジョニーハイマス 日本の四季 HDVS作品 NECアベニュー)
- The voice of true love（石原慎一、作編曲）
- Love you more than ever（石原慎一、作編曲）
- I'm Free（石原慎一、作編曲）
- GHOST SWEEPER（原田千栄、『GS美神』オープニングテーマ）
- 永遠のRemake（小林優美、『銀装騎攻オーディアン』エンディングテーマ）
- I Wanna Wuki-Wuki Time（三池根衣子、『大好き!ハローキティ』オープニングテーマ）
- 天下無敵のアーティスト（アチャラカ・Boo&ファミリー、『あそぼう!!ハローキティ』エンディングテーマ）
- Heal My Heart・Red Swan・Romeo & Juliet（増田いずみ）
- Cool Beauty（島田歌穂）
- 約束〜CLANNAD劇場版・君の翔ぶ空Feel Like a girl（Lia）
- キミが微笑むなら・言葉で言える愛（中西保志）
- カンガルージャンプ（小林優美、『むしまるQゴールド』）
- ナメク☆ジノバネリ 〜NEVER LOSER〜（中西保志、『むしまるQゴールド』）
- ロバにのっていこう（アリシオン、『むしまるQゴールド』）
- ドシラの歌（堀江美都子、『むしまるQゴールド』）
- ミドリガメのうた（イサム&ヨーコ・フロリダ'66、『むしまるQゴールド』）
- 水の中のちいさなクマ（はっぴいENDO、『むしまるQゴールド』）
- へ、へ、へ、へっぴりむし（川村万梨阿、『むしまるQゴールド』）
- ウーパークィーンの宮殿（阪口あや、『むしまるQゴールド』）
- My Favorite Things（赤坂達三、『Image2』、編曲）
- フレンズ（高橋真理子、『はみだし刑事情熱系』主題歌、編曲）
- Little Star Good Bye（立道聡子、編曲）
- Nothing gonna change my love for you（鈴木雅之、CMタイアップ・編曲）
- BLOODY STREAM（Coda、『ジョジョの奇妙な冒険』オープニングテーマ　作曲、編曲）
- Fighting Gold（Coda、『ジョジョの奇妙な冒険 黄金の風』オープニングテーマ、作曲・編曲）
- 愛と絶望のイデア（AKINO from bless4、テレビアニメ『それが声優!』劇中劇主題歌、作編曲）
- 幸せの別名（宮村優子、作編曲）
- おーる・ざ・やんぐ・ぎーくす（イヤホンズ、編曲）

### アニメ・ドラマCD
- 猫でごめん!（ドラマCD・1990年）
- B型同盟（ドラマCD・1990年）
- 魔物ハンター妖子（OVA・1990~1993年）
- スーパーヅガン（TVアニメ・1992年）
- Compiler 陰の章（OVA・1994年）
- Compiler 陽の章（OVA・1994年）
- セイバーマリオネットR（1995年）
- 恐竜冒険記ジュラトリッパー（TVアニメ・1995年）
- アリス探偵局（TVアニメ・1995~1997年）
- VIRUS ‐VIRUS BUSTER SERGE‐（TVアニメ・1997年）
- 超獣伝説ゲシュタルト（OVA・1997年）
- LEGEND OF BASARA（TVアニメ・1998年）
- 銀装騎攻オーディアン（TVアニメ・2000年）
- 新白雪姫伝説プリーティア（TVアニメ・2001年）
- シャーマンキング（TVアニメ・2001~2002年）
- 真月譚 月姫（TVアニメ・2003年）
- らいむいろ戦奇譚（TVアニメ・2003年）
- トリコロ（ドラマCD・2004年）
- SoltyRei（TVアニメ・2005~2006年）
- スクールランブル（TVアニメ・2005~2008年）
- アマガミSS（TVアニメ・2010年）
- アマガミSS+ plus（TVアニメ・2012年）

## その他
同業の木森敏之（作・編曲家）と名前が似ているため混同されやすいが、両者の活動時期が重なるのは1980年代中盤から後半にかけてのみである。